# تاكيشي كوساكا
تاكيشي كوساكا (باليابانية: 日下武史؛ بالكانا: くさか たけし) هو مؤدي صوت وممثل ياباني، ولد في 24 فبراير 1931 في توشيما في اليابان، وتوفي في 15 مايو 2017 في إسبانيا.

## أعمال

### أفلام
- (1983) أنتارتيكا

## وصلات خارجية
- تاكيشي كوساكا على موقع IMDb (الإنجليزية)
- تاكيشي كوساكا على موقع ميوزك برينز (الإنجليزية)
- تاكيشي كوساكا على موقع قاعدة بيانات الفيلم (الإنجليزية)